# Samuel Andreæ Palmærus
Samuel Andreæ Palmærus, född 19 augusti 1717 i Örberga församling, Östergötlands län, död 12 februari 1804 i Frinnaryds församling, var en svensk präst i Frinnaryds församling.

## Biografi
Samuel Andreæ Palmærus föddes 19 augusti 1717. Han var son till komministern Andreas Palmærus i Nässja församling. Palmærus blev 1740 student vid Uppsala universitet och prästvigdes 1749. Han blev då pastorsadjunkt i Kättilstads församling och 1751 i Herrestads församling. Palmærus blev 1762 komminister i Flistads församling och 1781 kyrkoherde i Frinnaryds församling, Frinnaryds pastorat. Samuel avled 12 februari 1804 i Frinnaryds församling.
Palmærus var gift med Mariana Johanna Hagman. Hon var dotter till hospitalspredikanten Petrus Hagman i Vadstena. De fick tillsammans barnen Inga Stina som gifte sig med kyrkoherden Könsberg i Rystads församling, Pehr Anders Palmær som blev kyrkoherde i Svanshals församling, Samuel som blev kapten och engagerad vid Tullverket, Nils och Isac Magnus som blev kyrkoherde i Hjorteds församling.